# 高IgE症候群
高IgE症候群（こうIgEしょうこうぐん、英: hyper-IgE syndrome、略称: HIES）は、血清高IgEを主徴の1つとする免疫不全症であり、常染色体優性遺伝型のものはヨブ症候群（Job's syndrome）またはBuckley syndromeとも呼ばれる。ヨブ症候群は非常に稀な疾患であり、約300症例が報告されているだけである。

## 臨床像
この疾患はブドウ球菌の反復性感染による冷膿瘍（好中球の動員の欠陥のため）、湿疹様の発疹、ニューマトセル（空気または膿、瘢痕組織によって満たされたバルーン様の病変）に至る重度の肺感染症、そして非常に高濃度の血清IgE（> 2000 IU/mLまたは4800 μg/L）によって特徴づけられる。遺伝形式は常染色体顕性型または潜性型である。常染色体顕性型のSTAT3変異型HIESでは特徴的な顔面や歯の異常がみられ、乳歯の脱落の遅れにより乳歯と永久歯の2組が同時に存在することとなる。

## 病態生理
T細胞からのIFN-γ産生の低下による好中球の走化性の異常がこの疾患の原因となっていると考えられている。
常染色体顕性型と潜性型の双方の遺伝形式が記載されている。
常染色体顕性型:
- STAT3変異型は、ヨブ症候群とも呼ばれる、特徴的な顔面、歯、骨格の異常を伴うHIESとなる可能性がある[10]。一般的な症状は語呂合わせでFATEDと呼ばれ、粗なもしくは獅子様の顔貌（coarse or leonine facies）、ブドウ球菌性冷膿瘍（cold staph abscesses）、残存乳歯（retained primary teeth）、IgE濃度の上昇（increased IgE）、皮膚の問題（dermatologic problems、湿疹）である。患者のサイトカインプロファイルはSTAT3経路に変化が生じていることを示しており、その後STAT3遺伝子の変異がこの疾患と関連づけられた[11]。この経路の変化はIL-6やIL-10による調節能力を直接低下させる。IL-6の欠乏は主に細菌や真菌の感染の防御に重要であるTh17細胞の発生を阻害し、またIL-10の欠乏は不適切な免疫応答の原因となっている[12]。

常染色体潜性型:
- DOCK8（英語版） - DOCK8欠損症（英語版）はHIESを含む免疫機能への影響が主徴となる[13]。湿疹は顕著であり、食品[14]や環境アレルギーは一般的である[8]。喘息やアナフィラキシーもある程度報告されている[8]。
- PGM3（英語版） - PGM3欠損症（英語版）は先天性グリコシル化異常症（英語版）の1つであり、認知障害や髄鞘低形成を伴うHIESの症状がみられる可能性がある[15]。
- SPINK5（英語版） - SPINK5変異型はネザートン症候群（英語版）と呼ばれ、陥入性裂毛（英語版）など皮膚や毛への影響を伴うHIESの症状がみられる可能性がある。
- TYK2の変異もHIESの症状を示す可能性があるが[16]、免疫不全のみの症状を伴うことが一般的である[17]。

## 診断
HIESは、ブドウ球菌やカンジダの反復性感染、肺炎、皮膚の湿疹として早期に出現することが多い。IgE値の上昇はHIESの特徴であり、血清IgE濃度2,000 IU/mL以上が診断基準として用いられることが多い。しかしながら、6か月未満の幼い患者ではIgE値は非常に低い、もしくは検出できない可能性がある。好酸球増多症も一般的所見の1つであり、患者の90%以上で正常な平均値から+2SD以上の上昇がみられる。STAT3（ヨブ症候群）、DOCK8（DOCK8欠損症）、PGM3（PGM3欠損症）、SPINK5（ネザートン症候群）、TYK2遺伝子の欠陥を調べる遺伝子検査が利用可能である。
STAT3の欠陥を原因とする常染色体顕性型のHIESはヨブ症候群と呼ばれ、特徴的な顔面、歯、骨格の異常を伴う。STAT3型HIESの患者では乳歯の脱落の遅れもしくは残存がみられる可能性がある。特徴的な顔貌は通常は16歳までに形成される。特徴としては、顔面の非対称性、突出した額、落ちくぼんだ目、幅広い鼻梁、広く肉厚な鼻尖、軽度の下顎前突が挙げられる。さらに、顔面の皮膚は粗く顕著な穴を伴う。STAT3型HIESの患者の一部は脊椎側彎症を伴い、また容易に骨折が生じる。

## 治療
HIES患者の大部分では、ブドウ球菌感染を予防するための長期的な抗生物質治療が行われる。良好なスキンケアを行うことも重要である。HIESとアトピー性皮膚炎を伴う患者の重度の湿疹の治療には、γ-グロブリン大量静注も提案されている。

## 歴史
1966年、慢性皮膚炎、反復性のブドウ球菌感染による膿瘍と肺炎がみられる2人の女児について記載され、聖書の登場人物である、サタンによって皮膚が腫れ物で覆われたヨブの名をとってヨブ症候群と命名された。1972年にはBuckleyらによって同様の症状と粗な顔貌、好酸球増多症、血清IgE濃度の上昇を伴う2人の男児が記載された。これら2つの症候群は同一のものと考えられ、HIESという広いカテゴリの下に置かれることとなった。

## 関連文献
- U.S. NIH Genetic Test Registry
- National Organization for Rare Disorders: Autosomal Dominant Hyper IgE Syndrome Autosomal Recessive Hyper IgE Syndrome
- U.S. National Institutes of Health (NIH): Clinical Research Studies: National Institute of Allergy and Infectious Diseases (NIAID) (observational) study number 00-I-0159: Natural History, Management, and Genetics of the hyperimmunoglobulin E Recurrent Infection syndrome (HIES) - NCT00006150